# Astragalus aucheri
Astragalus aucheri är en ärtväxtart som beskrevs av Pierre Edmond Boissier. Astragalus aucheri ingår i släktet vedlar, och familjen ärtväxter. Inga underarter finns listade i Catalogue of Life.